# 紀元前33世紀

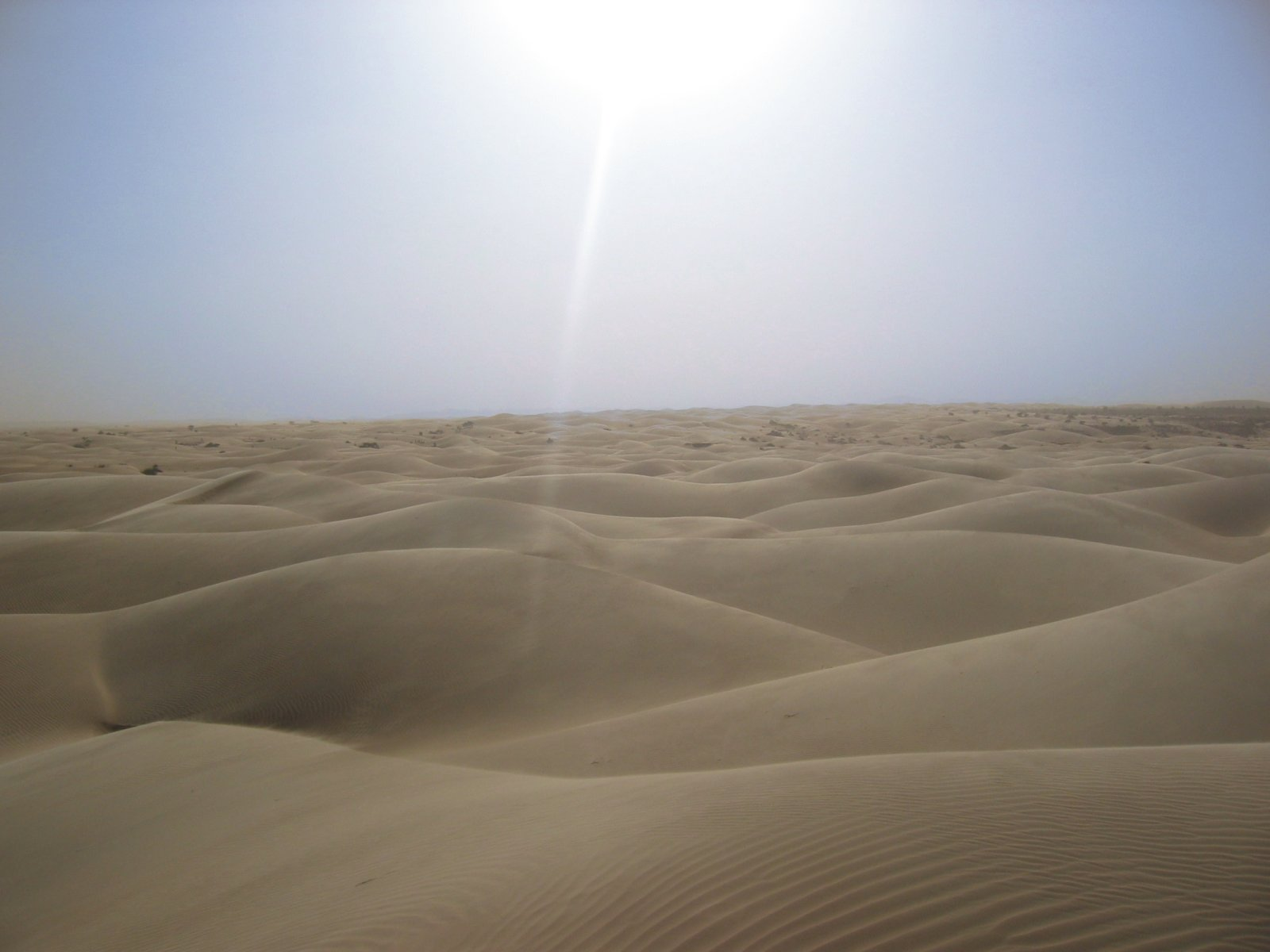
この時期大きな気候変動に見舞われたサハラ砂漠。

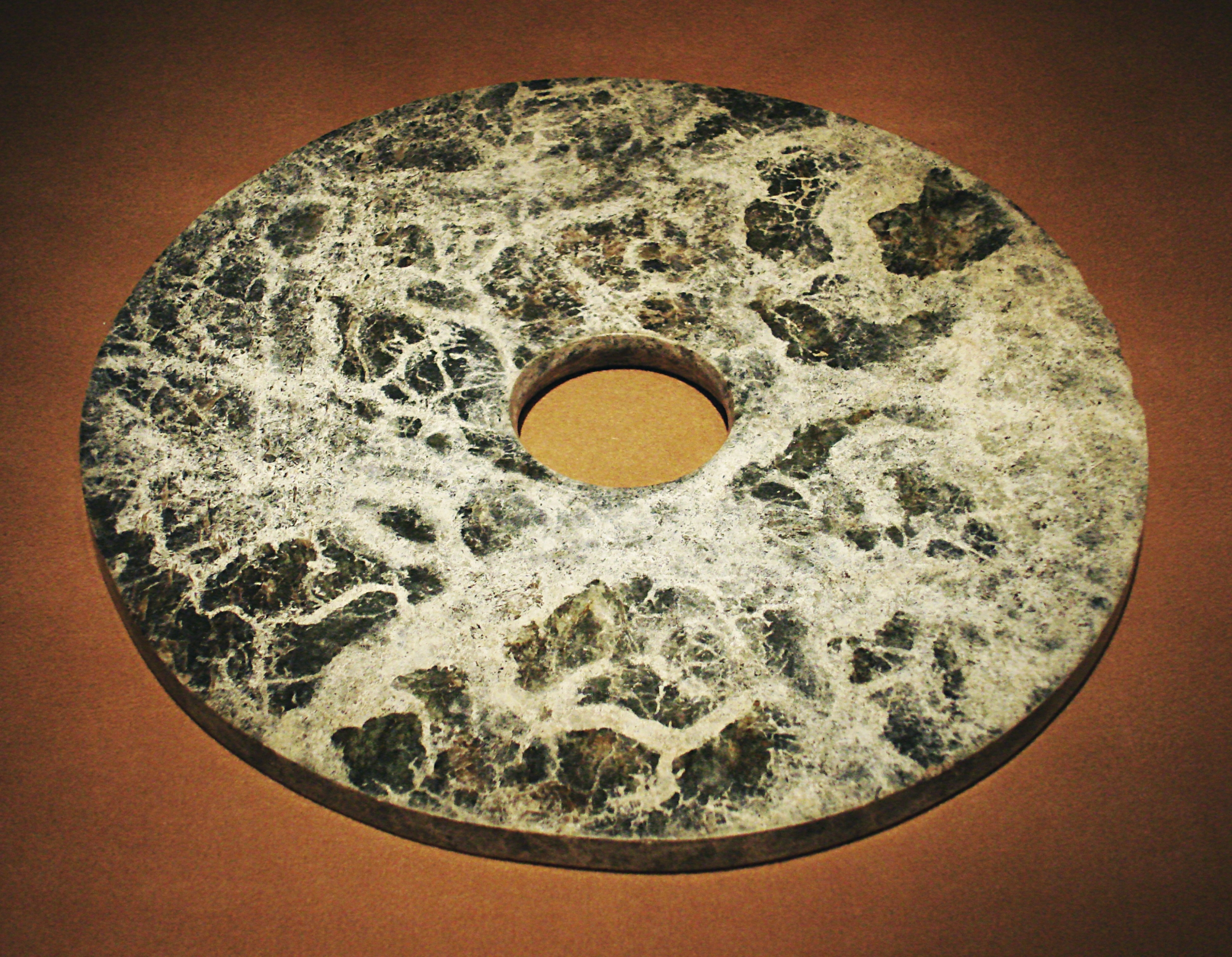
良渚文化。浙江省杭州市良渚を中心に発展した長江文明の一つ。画像は精巧な細工を凝らした良渚文化を代表する玉璧。

紀元前33世紀（きげんぜんさんじゅうさんせいき）は、西暦による紀元前3300年から紀元前3201年までの100年間を指す世紀。

## 出来事
- 太陽活動の変化により大規模な気候の変動が起こった。氷河が拡大して地上を覆った。気温は最低レベルまで落ちた。
- それまで生物の住める環境だったサハラ砂漠が砂漠化した。
- 紀元前3300年頃
  - エジプトは銅器時代（ナカダ期）。
    - 上エジプトと下エジプトが並立し、エジプト文明の原型となった。
    - エジプトで筆記用に粘土・骨・象牙が使われるようになった。これは現存する最古の筆記具である。

  - インダス文明は領域形成期（ハラッパーI期またはラーヴィー期（ - 紀元前2800年））。
  - イタリア・アルプスの氷の中から1991年に発見された冷凍ミイラの「アイスマン（エッツィ）」が遭難した。
    - この男性は作りかけの弓矢や精錬された銅製の斧を所持しており、熊の毛皮でできた靴を履いていた。[1]。
    - またこの男性のY染色体ハプログループは、非印欧語族系のG2a2a1b（G-L91）であることが判明した。

  - ウルクでピクトグラムが使われ始めた。
- 紀元前3300-3000年
  - 「ウルクの貴婦人（英語版）」（イラク国立博物館蔵）が作られた。
  - 彫刻の施された「ウルクの大杯」（イラク国立博物館蔵）が作られた。
- 紀元前3300-2200年 - 中国の長江下流域で良渚文化が展開する。

## 主な人物
- クリシュナ - インド神話に登場する英雄
- アイスマン（エッツィ） - イタリアアルプスで暮らしていた男性。40代半ばの頃にアルプス山頂付近で殺害された可能性が高い。その遺体は寒さによってミイラ化した状態で1991年に発見された。

## 発明・発見
- 肥沃な三日月地帯で青銅器時代が始まった。
- ナイル川に運河が作られた。
- エジプトでロバが家畜化された。